# Troglohya mitchelli
Troglohya mitchelli är en spindeldjursart som beskrevs av William B. Muchmore 1973. Troglohya mitchelli ingår i släktet Troglohya och familjen Bochicidae. Inga underarter finns listade i Catalogue of Life.